# Heuweg-Werke

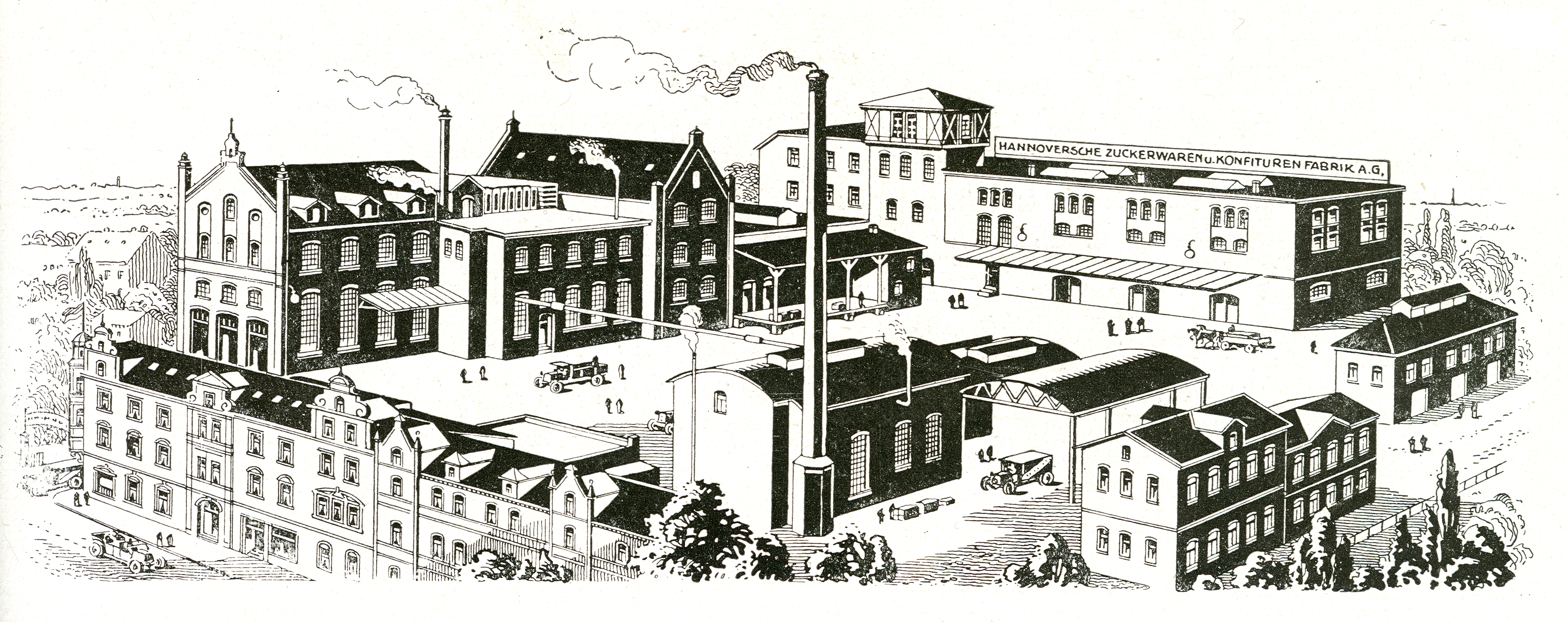
Die Heuweg-Werke, hier als „Hannoversche Zuckerwaren und Konfitürenfabrik Aktiengesellschaft“ bezeichnet, daneben sind die ehemaligen Wohngebäude unter anderem an der Seilerstraße zu erkennen;
Kupferstich um 1920

Die Heuweg-Werke in Hannover waren im 20. Jahrhundert eine GmbH zur Produktion von Klareis, die bis zum allgemeinen Vordringen von Kühlschränken den gesamten Stangeneis-Bedarf der Stadt Hannover abdeckte. Standort der Eisfabrik, deren ausgeschriebener Name „Hannoversche Eishaus- und Waren-Einkaufs-Gesellschaft mbH“ lautete, war die Seilerstraße im hannoverschen Stadtteil Südstadt.

## Geschichte
Die Heuweg-Werke gingen aus der 1898 gegründeten Germania-Brauerei hervor: Nachdem 1917 ein Konsortium aus den drei in Hannover ansässigen Brauereien Städtische Lagerbier-Brauerei, Vereinsbrauerei Herrenhausen und Lindener Aktien-Brauerei erfolgreich ein Übernahmeangebot für die Germania-Brauerei unterbreitet hatte, gründete im selben Jahr die Mehrheit der ehemaligen Anteilseigner unter ihrem Direktor Katz eine neue Gesellschaft. Diese kaufte die Immobilie der Germania-Brauerei zurück, um auf dem Gelände eine Klareis-Fabrik aufzubauen.

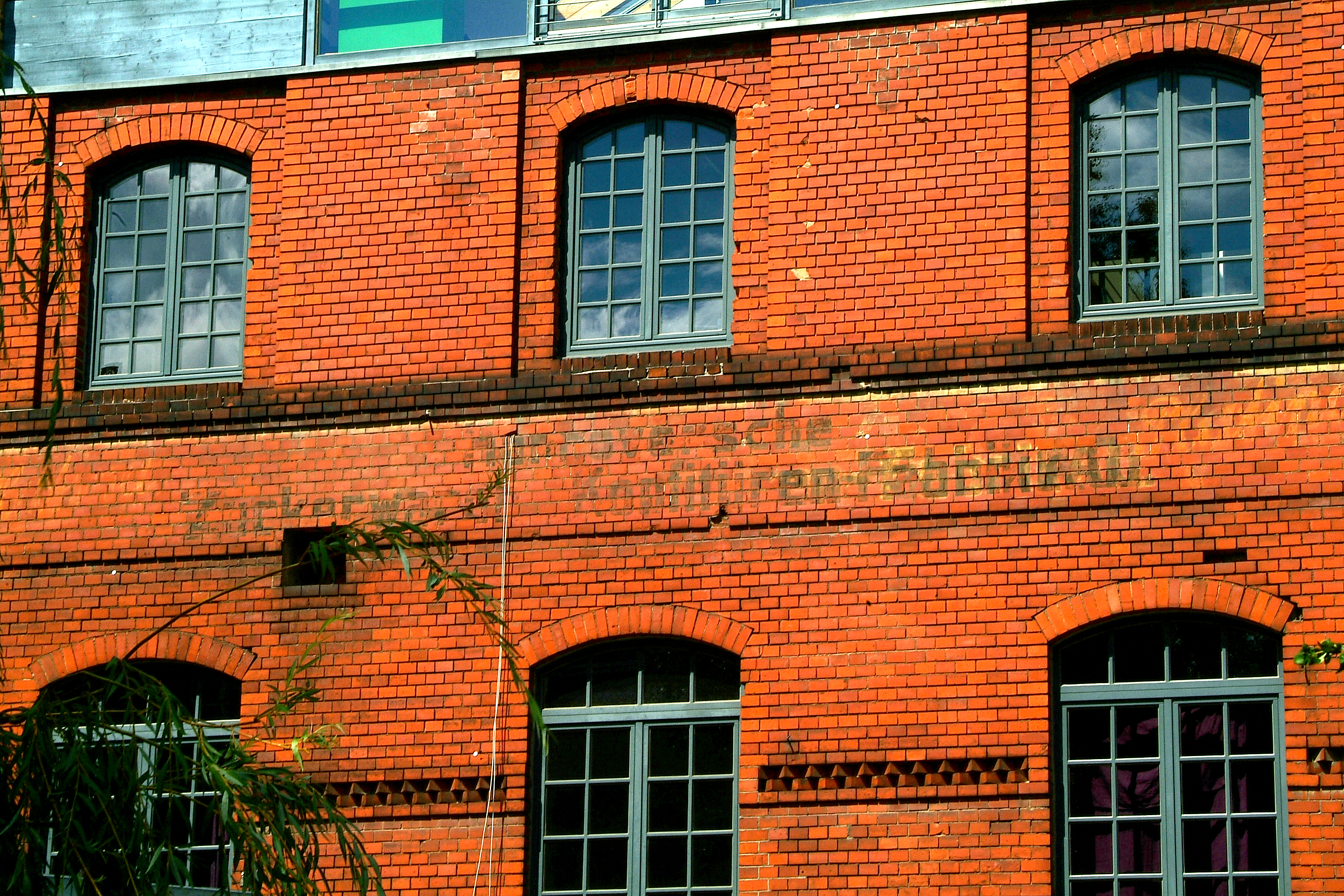
Noch schwach lesbarer Schriftzug „Hannoversche Zuckerwaren- und Konfitüren-Fabrik“

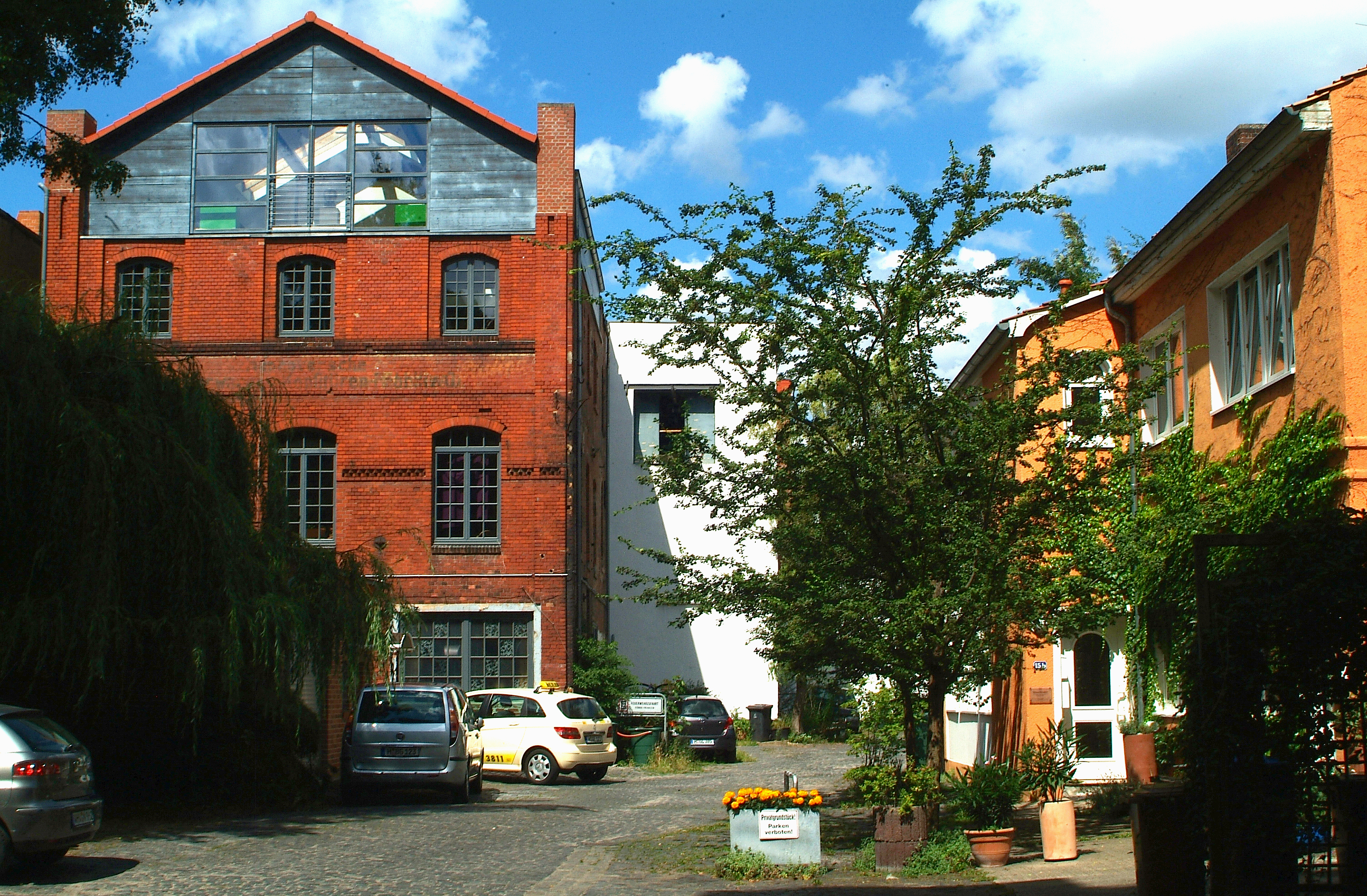
Firmengebäude, das heute dem Kulturzentrum Eisfabrik dient

Mit modernster Ausstattung versehen, produzierte das Unternehmen bald täglich rund 2.400 Zentner Stangeneis. Darüber hinaus gliederte das Unternehmen, das kurzfristig auch als „Hannoversche Zuckerwaren und Konfitüren-Fabrik AG“ tituliert wurde, drei weitere Abteilungen an:
- eine Wein-Großhandlung;[1]
- eine Schokoladenfabrik sowie[1]
- als „Abteilung IV“ eine Sparte mit Bedarfsartikeln für Gaststätten wie Porzellan, Zigarren, Zigaretten und so fort.[1]

Insbesondere die Weingroßhandlung zählte zu den größten in Norddeutschland. Bald beschäftigten die Gesellschaft mit ihren rund 800 Mitgliedern knapp 200 Mitarbeiter.
Im Jahr der Weltwirtschaftskrise legte Direktor Katz sein Amt nieder; zum 1. August 1929 übernahm Otto Willführ dessen Funktion. Willführ prüfte die verschiedenen, den Heuweg-Werken angeschlossenen Abteilungen und stellte für deren mögliche Fortführung einen größeren Bedarf an Investitionen fest. In der Folge wurden die Abteilungen geschlossen, das Werk konzentrierte sich seitdem ausschließlich auf die Klareis-Produktion. Als Erfolg konnten die Firma schon bald wieder erhebliche Dividenden und Rückvergütungen zahlen.

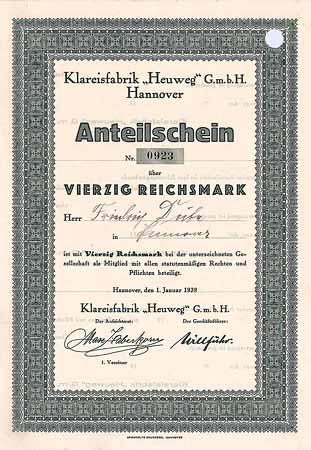
Nummerierter Anteilschein von 1939 mit handschriftlicher Ergänzung eines Anteilseigners und den vorgedruckten Unterschriften des Aufsichtsrats und des Geschäftsführers Otto Willführ

Während der Luftangriffe auf Hannover im Zweiten Weltkrieg wurden die Gebäude der Firma zunächst in der Nacht vom 8. auf den 9. Oktober 1943 stark beschädigt und 1944 schließlich zu 90 Prozent zerstört. Da große Teile der ehemaligen männlichen Beschäftigten an den Kriegsfronten diente und starb, beseitigten die wenigen verbliebenen Mitarbeiter noch im Krieg wenigstens die Trümmer. Doch erst nach der Befreiung vom Nationalsozialismus und nach der Währungsreform 1948 in Westdeutschland begann der Neuerrichtung der Eisfabrik.
In den Wiederaufbaujahren war um 1953 die ehemalige Kapazität beinahe wieder erreicht. Seinerzeit waren lediglich die alten Wohngebäude auf dem Betriebsgelände noch nicht wieder aufgebaut, allerdings waren bereits Vorarbeiten begonnen worden.
Käufer des für die Wirtschaft seinerzeit unentbehrlichen Klareises waren in Hannover insbesondere die Betreiber von Gaststätten, die häufig Mitglieder der Gesellschaft waren, außerdem Krankenhäuser, Lebensmittel- und Milchgeschäfte sowie Schlachtereien, aber auch wissenschaftliche Forschungsinstitute und Privathaushalte. Erst mit der Verbreitung von Kühlschränken und Kühlanlagen gerieten die Heuweg-Werke in Absatzschwierigkeiten: 1965 wurde die Klareis-Produktion eingestellt, die Firma geschlossen.
In einem Teil der ehemaligen Werksanlagen der Klareisfabrik Heuweg findet sich heute das Kulturzentrum Eisfabrik.